# Tetraodorhina polita
Tetraodorhina polita är en skalbaggsart som beskrevs av Waterhouse 1878. Tetraodorhina polita ingår i släktet Tetraodorhina och familjen Cetoniidae. Inga underarter finns listade i Catalogue of Life.